# Norbert-Elias-Stiftung
Die Norbert-Elias-Stiftung (niederländisch: Norbert Elias Stichting; englisch: Norbert Elias Foundation) ist eine 1983 von dem Soziologen Norbert Elias ins Leben gerufene gemeinnützige Stiftung mit Sitz in Amsterdam. Sie engagiert sich im Sinne des breiten prozess- und beziehungsbasierten Verständnisses von Norbert Elias in der Förderung prozesssoziologischer Sozialwissenschaften.
Seit der Gründung werden alle Einnahmen aus den Veröffentlichungen von Elias’ Werken dem Kapital der Stiftung zugeführt. Mit dem Tod von Elias am 1. August 1990 wurde die Stiftung zur Alleinerbin.
Der Vorstand besteht (Stand 2/2025) aus Johan Heilbron , Jason Hughes  und Adrian Jitschin.

## Aktivitäten

### Publikationen
Die Stiftung publizierte die gesammelten Schriften von Elias auf Deutsch und Englisch. Da Elias sowohl auf Deutsch als auch auf Englisch schrieb, enthalten die Ausgaben erstmals alle bislang publizierten Schriften in beiden Sprachen.
Die deutsche Ausgabe umfasst 19 Bände, die zwischen 1997 und 2010 im Suhrkamp Verlag veröffentlicht wurden. Die Ausgabe umfasst die zu Lebzeiten erschienenen Bücher und Aufsätze sowie eine Vielzahl bisher unbekannter, hier erstmals edierter oder übersetzter Schriften. Sämtliche bereits zuvor publizierten Texte wurden erneut durchgesehen und korrigiert. Jeder Band enthält ein ausführliches Register und eine editorische Notiz.
Die englische Ausgabe umfasst 18 Bände, die zwischen 2006 und 2014 bei UCD Press (University College Dublin Press) erschienen sind.
Darüber hinaus wurden viele Publikationen von Elias in andere Sprachen übersetzt.

### Forschernetzwerk Prozesssoziologie
Die Stiftung unterstützt und fördert das weltweite interdisziplinäre Netzwerk von Wissenschaftlern, die auf Basis der Prozess- bzw. Figurationssoziologie forschen.

### Blog Prozesssoziologie
Die Stiftung betreibt auf ihrer Website ein Blog mit aktuellen Informationen zur interdisziplinären prozesssoziologischen Forschung, insbesondere zur Ankündigung von Konferenzen.

### Newsletter Figurations
Die Stiftung gibt seit 1994 zwei Mal jährlich den Newsletter Figurations heraus. Er enthält aktuelle Nachrichten und Berichte rund um die interdisziplinäre prozesssoziologische Forschung. Alle Ausgaben sind auch online verfügbar.

### Konferenzen
Die Stiftung organisiert weltweit Konferenzen zur interdisziplinären prozesssoziologischen Forschung.

### Norbert-Elias-Stipendium
Die Stiftung vergibt Stipendien zur weiteren Erforschung der unveröffentlichten Manuskripte aus dem Nachlass von Norbert Elias im Deutschen Literaturarchiv (DLA) in Marbach am Neckar.

### Online-Journal Human Figurations
Seit 2012 fördert die Stiftung das neue Online-Journal Human Figurations, das sich der Erforschung langfristiger Entwicklungsprozesse menschlicher Gesellschaften widmet. Es wird herausgegeben von Katie Liston (University of Ulster).